# The Fame Monster
《The Fame Monster》는 레이디 가가의 EP 앨범이다. 미국에서는 2009년 11월 17일 발매되었고, 한국에서는 2009년 11월 23일 발매되었다. 《The Fame Monster》는 가가의 데뷔 앨범인 《The Fame》의 기존의 곡과 8곡을 추가로 수록된 앨범이다. 그러나, 가가는 리패키지 형식으로 발매된 이 앨범이 너무 비싸다는걸 알아 독립형 앨범으로도 발매했고 그 앨범엔 《The Fame》의 수록곡들을 배제하였다. 슈퍼 디럭스 《Fame Monster》는 2009년 12월 15일 한정반으로 발매됐다.
2008-2009 세계 투어를 하는동안 가가는 명성과 숙련을 쌓았고 이 앨범은 그 어두운면을 다루고있다. 그들은 괴물로 비유하여 표현된다. 앨범 커버 디자인은 에디 슬리먼이 맡았으며 고전 음악과 패션 쇼로부터 영감을 얻었다. 현대 비평가들은 가가의 노래 〈Bad Romance〉와 〈Dance in the Dark〉를 긍정적인 시선으로 바라봤으며 칭찬을 했다.
일부 국가에서는 《The Fame》과 함께 같은 차트에 진입 시켰고, 다른 국가 일본, 미국, 캐나다 같은 나라에선 별도의 앨범으로 바라봐 차트에 입성시켰다. 이 앨범은 호주, 독일, 아일랜드, 뉴질랜드, 폴란드 및 영국 앨범 차트 톱 10위권에 진입했다. 앨범의 첫 싱글 〈Bad Romance〉는 빌보드 핫 100에서 2위를 했고 영국, 스웨덴, 스페인, 이탈리아, 독일, 캐나다 등 15개가 넘는 국가에서 1위를 차지했다. 이후의 싱글인 〈Telephone〉과 〈Alejandro〉로 두 개의 곡 모두 영국, 미국 차트에서 10위안에 진입했다. 이 앨범 역시 세계적으로 많은 성과를 거두었는데, 빌보드 200에서 5위를 했으며 영국 음반 차트에선 1위를 했다. 또한 가가의 월드 투어인 The Monster Ball Tour를 2009년 11월 27일부터 시작해 2011년 4월까지 하는데, 이 앨범을 계속 공연할 예정이다.

## 트랙 리스트

### CD 1:The Fame Monster
| #             | 제목                               | 작사·작곡                                                              | 재생 시간 |
| ------------- | ---------------------------------- | ---------------------------------------------------------------------- | --------- |
| 1.            | 〈"Bad Romance"〉                  | 레드원, 레이디 가가                                                    | 4:55      |
| 2.            | 〈"Alejandro"〉                    | 레드원, 레이디 가가                                                    | 4:34      |
| 3.            | 〈"Monster"〉                      | 레드원, 레이디 가가, Space Cowboy                                      | 4:09      |
| 4.            | 〈"Speechless"〉                   | 레이디 가가                                                            | 4:31      |
| 5.            | 〈"Dance in the Dark"〉            | 레이디 가가, Fernando Garibay                                          | 4:39      |
| 6.            | 〈"Telephone"〉 (featuring 비욘세) | 레이디 가가, 로드니 저킨스, LaShawn Daniels, 비욘세, Lazonate Franklin | 3:41      |
| 7.            | 〈"So Happy I Could Die"〉         | 레이디 가가, 레드원                                                    | 3:55      |
| 8.            | 〈"Teeth"〉                        | 레이디 가가, Taja Riley                                                | 3:41      |
| 총 재생 시간: | 총 재생 시간:                      | 총 재생 시간:                                                          | 34:09     |

### CD 2:The Fame
- The Fame 의 트랙리스트 와 동일